# Вільгельм Лаґус
Вільгельм Лаґус (фін. Wilhelm Gabriel Lagus 25 липня 1786, Ійсалмі, Північна Савонія, Фінляндія — 18 грудня 1859, Гельсінкі) — відомий у свій час юрист і історик Фінляндії, професор в Упсалі, ректор Імператорського Олександрівського університету (1845 — 1848). Молодший брат професора філософії Андерса Югана Лаґус (1775 — 1831), батько письменника Вільгельма Лаґуса (1821 — 1909), юристів Кнута Фердинанда Лаґуса (1824 — 1859) і Роберта Еріка Лаґуса (1827 — 1863), письменника Ґабріеля Лаґуса (1837 — 1896). Був одним із засновників Фінського товариства науки і літератури (фін. Suomen Tiedeseura). 

## Життєпис
З юридичних досліджень Лаґуса найбільш відома — його «Історія Абоського Ґофґерігта» (швед. Åbo hofrätts historia intill den 12 nov. 1823, då Hofrätten firade Sin andra Secular-fest 1834). 
Цікавим є видання Лаґуса «Акти до історії фінляндської церкви» (швед. Handlingar till upplysning i Finlands Kyrkohistoria I — IV, 1836 — 1839; I — V, 1845 — 1850). 
Його головні історичні твори: «Дослідження про походження Карельського Лагманського округу» (швед. Undersökning om Karelska lagsagans uppkomst 1844), «Нотатки до історії фінляндської війни 1741—1942»(швед. Anteckningar rörande 1741 och 1742 års Finska krig) і «Дослідження про маєтки і прізвища шведської шляхти» (швед. Undersökningar om finska adelns gods och ätter 1857 — 1860). 
У 1863 посмертно вийшла його робота «Про перекладання фінських законів» (швед. Om finska lagöfversättningar). 
Зібрав багату колекцію документів, передану після смерті Гельсінському університету. 